# Parapontoporia
Parapontoporia és un gènere de cetacis extints que visqueren des del Miocè superior fins al Pliocè superior a les aigües costaneres d'allò que avui en dia és Califòrnia (Estats Units) i la Baixa Califòrnia (Mèxic). Ocupaven medis temperats i subtropicals. Tenien el musell molt llarg i dotat d'entre 77 i 88 dents a cada banda de la mandíbula. Són els parent més propers del dofí de riu xinès.